# Coppa UEFA 1976-1977
La Coppa UEFA 1976-1977 è stata la 6ª edizione dell'omonima competizione continentale di calcio per club. La Juventus vinse per la prima volta il trofeo, sconfiggendo l'Athletic Bilbao nella doppia finale.

## Formula
Per questa edizione la UEFA revocò il terzo club a Svezia e Unione Sovietica, concedendolo invece all'Ungheria, oltre alla Romania per supplire alla rinuncia albanese.

## Avvenimenti
L'edizione vide la prima vittoria confederale della Juventus, nell'occasione anche la prima squadra dell'Europa meridionale a rompere il dominio in Coppa UEFA dei club del Nord. I bianconeri, che ebbero la meglio in successione di Manchester City, Manchester Utd, Šachtar, Magdeburgo e AEK Atene, all'atto conclusivo superarono nella doppia finale l'Athletic Bilbao, a sua volta arrivato a giocarsi il trofeo dopo aver eliminato in sequenza Újpest, Basilea, Milan, Barcellona e RWD Molenbeek.
Vittoriosa 1-0 nella gara di andata a Torino, la Juventus uscì sconfitta 1-2 dalla partita di ritorno a Bilbao ma conquistò ugualmente la coppa in virtù della regola dei gol fuori casa. Rimane questa l'unica affermazione internazionale conseguita da un club italiano, con un organico composto interamente da calciatori nazionali.
L'inglese Stan Bowles, attaccante del QPR eliminato ai quarti di finale, emerse quale capocannoniere dell'edizione grazie a un bottino di 11 reti.

## Risultati

### Trentaduesimi di finale
| Squadra 1              | Totale | Squadra 2         | Andata | Ritorno     |
| ---------------------- | ------ | ----------------- | ------ | ----------- |
| Porto                  | 4 - 5  | Schalke 04        | 2 - 2  | 2 - 3       |
| Fram                   | 0 - 8  | Slovan Bratislava | 0 - 3  | 0 - 5       |
| Glentoran              | 3 - 5  | Basilea           | 3 - 2  | 0 - 3       |
| Enosis Neon Paralimni  | 1 - 11 | Kaiserslautern    | 1 - 3  | 0 - 8       |
| AEK Atene              | 3 - 2  | Dinamo Mosca      | 2 - 0  | 1 - 2 (dts) |
| Ajax                   | 1 - 2  | Manchester United | 1 - 0  | 0 - 2       |
| Austria Salisburgo     | 5 - 2  | Adanaspor         | 5 - 0  | 0 - 2       |
| Belenenses             | 4 - 5  | Barcellona        | 2 - 2  | 2 - 3       |
| Celtic                 | 2 - 4  | Wisla Cracovia    | 2 - 2  | 0 - 2       |
| Derby County           | 16 - 1 | Finn Harps        | 12 - 0 | 4 - 1       |
| Dinamo Bucarest        | 1 - 2  | Milan             | 0 - 0  | 1 - 2       |
| Eintracht Braunschweig | 7 - 1  | Holbæk B&I        | 7 - 0  | 0 - 1       |
| Espanyol               | 4 - 3  | Nizza             | 3 - 1  | 1 - 2       |
| Feyenoord              | 4 - 2  | Djurgården        | 3 - 0  | 1 - 2       |
| Fenerbahçe             | 2 - 5  | Videoton          | 2 - 1  | 0 - 4       |
| Grasshopper            | 9 - 0  | Hibernians        | 7 - 0  | 2 - 0       |
| Hibernian              | 1 - 0  | Sochaux           | 1 - 0  | 0 - 0       |
| Inter                  | 1 - 2  | Honvéd            | 0 - 1  | 1 - 1       |
| Colonia                | 3 - 1  | GKS Tychy         | 2 - 0  | 1 - 1       |
| Kuopion Palloseura     | 3 - 4  | Öster             | 3 - 2  | 0 - 2       |
| Magdeburgo             | 4 - 3  | Cesena            | 3 - 0  | 1 - 3       |
| Manchester City        | 1 - 2  | Juventus          | 1 - 0  | 0 - 2       |
| Næstved                | 0 - 7  | Molenbeek         | 0 - 3  | 0 - 4       |
| QPR                    | 11 - 0 | Brann             | 4 - 0  | 7 - 0       |
| Red Boys Differdange   | 1 - 6  | Sporting Lokeren  | 0 - 3  | 1 - 3       |
| Slavia Praga           | 2 - 3  | Akademik Sofia    | 2 - 0  | 0 - 3 (dts) |
| Šachtar                | 4 - 1  | Dinamo Berlino    | 3 - 0  | 1 - 1       |
| Sportul Studentesc     | 4 - 2  | Olympiacos        | 3 - 0  | 1 - 2       |
| Wacker Innsbruck       | 7 - 1  | IK Start          | 2 - 1  | 5 - 0       |
| Targu Mures            | 0 - 4  | Dinamo Zagabria   | 0 - 1  | 0 - 3       |
| Ujpest Dozsa           | 1 - 5  | Athletic Bilbao   | 1 - 0  | 0 - 5       |
| Lokomotiv Plovdiv      | 3 - 5  | Stella Rossa      | 2 - 1  | 1 - 4       |

### Sedicesimi di finale
| Squadra 1              | Totale          | Squadra 2        | Andata | Ritorno |
| ---------------------- | --------------- | ---------------- | ------ | ------- |
| AEK Atene              | 5 - 2           | Derby County     | 2 - 0  | 3 - 2   |
| Akademik Sofia         | 4 - 5           | Milan            | 4 - 3  | 0 - 2   |
| Austria Salisburgo     | 2 - 2 (gfc)     | Stella Rossa     | 2 - 1  | 0 - 1   |
| Barcellona             | 3 - 2           | Sporting Lokeren | 2 - 0  | 1 - 2   |
| Basilea                | 2 - 4           | Athletic Bilbao  | 1 - 1  | 1 - 3   |
| Eintracht Braunschweig | 2 - 3           | Espanyol         | 2 - 1  | 0 - 2   |
| Hibernian              | 3 - 4           | Öster            | 2 - 0  | 1 - 4   |
| Wacker Innsbruck       | 1 - 2           | Videoton         | 1 - 1  | 0 - 1   |
| Kaiserslautern         | 2 - 7           | Feyenoord        | 2 - 2  | 0 - 5   |
| Colonia                | 5 - 2           | Grasshopper      | 2 - 0  | 3 - 2   |
| Magdeburgo             | 4 - 2           | Dinamo Zagabria  | 2 - 0  | 2 - 2   |
| Manchester United      | 1 - 3           | Juventus         | 1 - 0  | 0 - 3   |
| Šachtar                | 6 - 2           | Honvéd           | 3 - 0  | 3 - 2   |
| Slovan Bratislava      | 5 - 8           | QPR              | 3 - 3  | 2 - 5   |
| Sportul Studentesc     | 0 - 5           | Schalke 04       | 0 - 1  | 0 - 4   |
| Wisla Cracovia         | 2 - 2 (4-5 dtr) | Molenbeek        | 1 - 1  | 1 - 1   |

### Ottavi di finale
| Squadra 1       | Totale      | Squadra 2    | Andata | Ritorno |
| --------------- | ----------- | ------------ | ------ | ------- |
| AEK Atene       | 3 - 3 (gfc) | Stella Rossa | 2 - 0  | 1 - 3   |
| Athletic Bilbao | 5 - 4       | Milan        | 4 - 1  | 1 - 3   |
| Espanyol        | 0 - 3       | Feyenoord    | 0 - 1  | 0 - 2   |
| Juventus        | 3 - 1       | Šachtar      | 3 - 0  | 0 - 1   |
| Magdeburgo      | 5 - 1       | Videoton     | 5 - 0  | 0 - 1   |
| Öster           | 1 - 8       | Barcellona   | 0 - 3  | 1 - 5   |
| QPR             | 4 - 4 (gfc) | Colonia      | 3 - 0  | 1 - 4   |
| Molenbeek       | 2 - 1       | Schalke 04   | 1 - 0  | 1 - 1   |

### Quarti di finale
| Squadra 1       | Totale          | Squadra 2     | Andata | Ritorno |
| --------------- | --------------- | ------------- | ------ | ------- |
| Atlético Bilbao | 4 - 3           | Barcellona    | 2 - 1  | 2 - 2   |
| Feyenoord       | 1 - 2           | RWD Molenbeek | 0 - 0  | 1 - 2   |
| Magdeburgo      | 1 - 4           | Juventus      | 1 - 3  | 0 - 1   |
| QPR             | 3 - 3 (6-7 dtr) | AEK Atene     | 3 - 0  | 0 - 3   |

### Semifinali
| Squadra 1     | Totale      | Squadra 2       | Andata | Ritorno |
| ------------- | ----------- | --------------- | ------ | ------- |
| RWD Molenbeek | 1 - 1 (gfc) | Atlético Bilbao | 1 - 1  | 0 - 0   |
| Juventus      | 5 - 1       | AEK Atene       | 4 - 1  | 1 - 0   |

### Finale
| Squadra 1 | Totale      | Squadra 2       | Andata | Ritorno |
| --------- | ----------- | --------------- | ------ | ------- |
| Juventus  | 2 - 2 (gfc) | Athletic Bilbao | 1 - 0  | 1 - 2   |

#### Andata
| Arbitro: | Charles Corver |

| |              | |
| Tardelli 14’ | Marcatori    | |
| · Zoff · Cuccureddu · Gentile · Furino · Morini · Scirea · Causio · Tardelli · 40’ Boninsegna · Benetti · Bettega | Formazioni   | · Iribar · Oñaederra · Escalza · Goikoetxea 50’ · Gisasola · Villar · Irureta · Rojo II · Churruca · Dani · Rojo I |
| · 40’ S. Gori | Sostituzioni | |
| Giovanni Trapattoni                                                                                               | Allenatori   | Koldo Aguirre |

#### Ritorno
| Arbitro: | Erich Linemayr |

| |              | |
| Irureta 12’ Carlos 78’                                                                                        | Marcatori    | 7’ Bettega |
| · Iribar · 64’ Lasa · Gisasola · Alexanko · Escalza · Villar · Churruca · Irureta · Amorrortu · Dani · Rojo I | Formazioni   | · Zoff · Cuccureddu · Gentile 87’ · Furino · Morini · Scirea · Causio · Tardelli 70’ · Boninsegna 60’ · Benetti 63’ · Bettega |
| · 64’ Herrero                                                                                                 | Sostituzioni | · Spinosi 60’ |
| Koldo Aguirre                                                                                                 | Allenatori   | Giovanni Trapattoni |

## Classifica marcatori
| Gol |  |  | Giocatore           | Squadra                |
| --- |  |  | ------------------- | ---------------------- |
| 11  |  |  | Stan Bowles         | QPR                    |
| 7   |  |  | Kevin Hector        | Derby County           |
| 6   |  |  | Dani                | Athletic Bilbao        |
|     |  |  | Charlie George      | Derby County           |
|     |  |  | Zoran Filipović     | Stella Rossa           |
| 5   |  |  | Roberto Bettega     | Juventus               |
|     |  |  | Roberto Boninsegna  | Juventus               |
|     |  |  | Klaus Fischer       | Schalke 04             |
|     |  |  | Johan Cruijff       | Barcellona             |
|     |  |  | Manuel Clarés       | Barcellona             |
|     |  |  | Nico Jansen         | Feyenoord              |
|     |  |  | Dieter Müller       | Colonia                |
| 4   |  |  | Carlos Ruiz Herrero | Athletic Bilbao        |
|     |  |  | Klaus Toppmöller    | Kaiserslautern         |
|     |  |  | Walter Wagner       | AEK Atene              |
|     |  |  | Wolfang Schwarz     | Austria Salisburgo     |
|     |  |  | Juan Manuel Asensi  | Barcellona             |
|     |  |  | Egidio Calloni      | Milan                  |
|     |  |  | Wolfgang Frank      | Eintracht Braunschweig |
|     |  |  | Walter Seiler       | Grasshoppers           |
|     |  |  | Joachim Streich     | Magdeburgo             |
|     |  |  | Josef Stering       | Wacker Innsbruck       |